# Amerotyphlops trinitatus
Amerotyphlops trinitatus es una especie de serpientes de la familia Typhlopidae.

## Distribución geográfica
Es endémica de la isla Trinidad (Trinidad y Tobago).